# Dieter Emeis
Dieter Emeis (* 16. April 1933 in Flensburg; † 21. Oktober 2024 in Osnabrück) war ein deutscher römisch-katholischer Priester und Pastoraltheologe.

## Leben
Emeis promovierte zum Dr. rer. nat. und Dr. theol. und war seit 1975 Professor für Pastoraltheologie und Katechetik an der Universität Münster. Zum Ende des Sommersemesters 1998 trat er in den Ruhestand und wurde Pfarrer einer kleinen Gemeinde am Stadtrand von Osnabrück. Vom Osnabrücker Bischof Franz-Josef Bode wurde er zum Ehrendomherrn des Osnabrücker Domkapitels ernannt. 2003 übernahm er eine Lehrstuhlvertretung an der Universität Halle. Zu seinen Schülern gehören Manfred Belok, Hermann Kochanek und Monika Scheidler. Emeis ist auch der Doktorvater von Franz-Peter Tebartz-van Elst. Bis Januar 2019 feierte er regelmäßig Gottesdienste in der Kapelle auf Gut Leye.